# ボブ・サゲット
ボブ・サゲット（Bob Saget、1956年5月17日 - 2022年1月9日）は、アメリカ合衆国のコメディアン、俳優、映画監督。シチュエーション・コメディ『フルハウス』のダニー・タナー役で知られる。身長193cm。

## 来歴
サゲットはペンシルベニア州フィラデルフィアに生まれ、2歳の時にバージニア州レキシントンに移り住む。フィラデルフィアに帰郷してからアビントン高等学校を卒業するまではロックブリッジ村高校に出席していた。その後はフィラデルフィアにあるテンプル大学に通い、学生として映画『Through Adam's Eyes』を撮り、1977年に学生アカデミー賞で表彰状を授与された。大学を出てからは、スタンダップ・コメディアンとしての下積み時代を送っていた。
1987年に放送を開始したABCのシットコム『フルハウス』でダニー・タナー役を演じ、社会的評価を得た。同じくABCで1989年から放送を開始したホームビデオ募集番組『America's Funniest Home Videos』では司会者も務めた（1997年まで）。これらの番組は10年以上にわたって再放送されており、後者は2017年現在もABCで放送されている。
2001年のシチュエーション・コメディ『Rising Dad』で主演を務めるが、同作は1シーズンで終了。2005年に放送を開始したCBS系シットコム『ママと恋に落ちるまで』では、2030年のテッド（主人公）という設定でナレーションを担当していた。2006年から2008年までは『1 vs. 100』の司会を務めた。
映画では、1996年に自叙伝映画『For Hope』の監督を務めた。同作は強皮症で死去したサゲットの姉の自叙伝である。また、1998年には『Half Baked』に出演。2007年公開のパロディ映画『童貞ペンギン』で脚本・監督を務めた。『童貞ペンギン』には『フルハウス』で共演したジョン・ステイモス、デイブ・クーリエ、ロリ・ロックリン、ジョディ・スウィーティンも出演している。
2022年1月9日、フロリダのホテルで亡くなっているのが発見された。保安局によると、死因は調査中だが薬物使用の痕跡や事件性はないという。2022年2月10日、死因は後頭部をぶつけたことによる頭部外傷であることが発表され、事故死とされた。

## コメディの方向性
『フルハウス』や『America's Funniest Home Videos』に見られる身だしなみのよさ、穏和さや家庭的な印象を持たれるが、そのイメージに反して（ユーモアとして）卑猥で不潔なスタンダップ・コメディを展開することで知られている。監督作品には卑猥なネタやパロディ作品が多い。
きっちり整った持ち番組や『フルハウス』のクオリティの皮肉をいうこともあり、コメディ俳優ジェイミー・ケネディの曲「ローリング・ウィズ・サゲット」で共演した際には『フルハウス』に関する文言が多く登場する。スタンダップ・コメディでは"Danny Tanner was not gay."（ダニー・タナーはゲイではなかった）というネタも披露していた。
卑猥なジョークは『フルハウス』の収録現場でもよく発しており、オルセン姉妹がトーク番組で「不適切すぎて口にできない」とコメントするほどである。

## その他の活動
アメリカ唯一の強皮症に関する研究法人「Scleroderma Research Foundation」の取締役員の一人であり、かつ全米有色人地位向上協会（NAACP）に貢献している。南東部ペンシルベニアのプロレス団体チカラの委員ではあるが顔を出さなくなり久しいという。

## 私生活
1982年に最初の妻シェリー・クレイマーと結婚し、間に3人の娘が生まれてるが、1997年に離婚した。2017年11月にブロガーのケリー・リッツォと婚約し、2018年10月に結婚した。

## 主な出演作品

### 映画

#### 監督作
- Through Adams Eyes (1977年)
- For Hope (1996年)
- ダーティ・ワーク Dirty Work (1998年)
- Becoming Dick (2000年) ※出演もしている
- 童貞ペンギン  Farce of the Penguins (2007年) ※声優としても出演

#### 出演作
- Other Touch (1979年) ※脚本兼任
- Devices (1980年)
- Full Moon High (1981年)
- S.O.S.ドクター・ノーグッド! Critical Condition (1987年)
- To Grandmother's House We Go (1992年)
- Father and Scout (1994年)
- ハーフ・ベイクトHalf Baked (1998年)
- 新 Mr.ダマー ハリーとロイド、コンビ結成! Dumb and Dumberer: When Harry Met Lloyd (2003年)
- ニューヨーク・ミニット New York Minute (2004年) ※本人役でカメオ出演
- The Aristocrats (2005年)
- マダガスカル Madagascar (2005) ※声優として
- Casper's Scare School (2006年) ※声優として
- アントラージュ★オレたちのハリウッド: ザ・ムービー Entourage (2015年) ※本人役でカメオ出演
- A Stand Up Guy (2016年)
- Benjamin (2019年)
- Killing Daniel (2021年)

### ドラマ
- Bosom Buddies (1982年) ※ゲスト出演
- It's a Living (1986年) ※ゲスト出演
- フルハウス Full House (1987～1995年) ※ダニー・タナー役
- Raising Dad (2001～2002年)
- ジョーイ Joey (2004年) ※本人役でゲスト出演
- Huff ドクターは中年症候群 Huff (2004) ※ゲスト出演
- アントラージュ オレたちのハリウッド Entourage (2005年) ※本人役でゲスト出演
- ママと恋に落ちるまで How I Met Your Mother (2005～2014年) ※ナレーター
- LAW & ORDER:性犯罪特捜班 Law & Order: Special Victims Unit (2006年) ※ゲスト出演
- The Life & Times of Tim (2008年) ※ゲスト出演（声優として）
- Surviving Suburbia (2009年)
- LAW & ORDER:LA (2011年) ※ゲスト出演
- Louie (2011年)
- フラーハウス Fuller House (2016年) ※ダニー・タナー役
- グッド・コップ(2018年)  ※ 6話リッチー・ナイト役

### バラエティ・その他
- The Greatest American Hero (1983年)
- New Love, American Style (1985年)
- The Morning Program (1987年) ※ニュース番組
- America's Funniest Home Videos (1989～1997年) ※司会として。2009年にも1回再登場している。
- 1 vs. 100 (2006～2008年)
- Comedy Central Roast of Bob Saget (2008年)